# Лапландска овесарка
Лапландската овесарка (Calcarius lapponicus) е птица от семейство Чинкови (Fringillidae). Среща се и в България.

## Физически характеристики
Дължина на тялото: 15 cm. Има сезонен и полов диморфизъм. Мъжкият през зимата отгоре е ръждивокафяв с черни петна, кестеняв тил и кафеникави вежди; отдолу е бял с черни петна по гърдите и слабините. Женската наподобява мъжкия в зимно оперение, но гърдите са кафеникави с черни щрихи.

## Разпространение
Среща се по морски крайбрежия и в равнини.